# Lutmastraat 263-269
Lutmastraat 263-269 is een rijtje woningen aan de Lutmastraat in Amsterdam-Zuid.

## Geschiedenis
Het gebied ter plaatse was eeuwenlang landbouwgebied, ook nog toen het onder gemeente Nieuwer-Amstel werd bestuurd. Die gemeentelijke scheiding tussen Amsterdam en Nieuwer-Amstel is ook in de 21e eeuw nog terug te vinden in de naam van de Tolstraat, aangelegd nabij de plek van die grens met tolhek. Nieuwer-Amstel was grotendeels leeg, maar hier en daar aan de randen kwam stedelijke bebouwing of industrie. Nabij de gemeentegrens had Abraham Wiegel een glasfabriek laten bouwen aan wat toen nog de Utrechtse Zijde heette (tegenover de Weesperzijde). In de jaren tachtig van de 19e eeuw werd die glasfabriek afgebroken en er kwam plek voor bijvoorbeeld het Raadhuis van Nieuwer-Amstel als ook enige bebouwing aan de De Ruyterstraat. De terreinen kwamen in 1889 in handen van de NV Woning-Maatschappij, opgericht door Nicolaas Pierson en Gerard Adriaan Heineken. Zij wilden er als vermogende mannen een wijk neerzetten met woningen voor de arbeiders, net iets beter dan de woonblokken aan de Marnixstraat (soms nog rug-tegen-rug gebouwd) en Frederik Hendrikstraat. Die naamloze vennootschap schakelde architect Dolf van Gendt in, die ook de plattegrond van het wijkje verzorgde. Om er te kunnen bouwen moesten de terreinen wel eerst opgehoogd worden. In tegenstelling tot genoemde Marnix- en Frederik Hendrikstraat kon Van Gendt hier laagbouw neerzetten; immers de grondprijs in Nieuwer-Amstel was lager dan die in Amsterdam. Er werden in één complex 98 woningen gebouwd, die in oktober 1890 nabij staat van oplevering waren. Tussen al die laagbouw kwamen hier en daar enige bouwblokken van drie en vier verdiepingen. De bebouwing was eigenlijk nog nat of de gemeente Amsterdam annexeerde dit gebied ten koste van Nieuwer-Amstel en gaf het in de jaren tien de naam Lutmastraat naar zilversmid Johannes Lutma.

## Lutmastraat 215-269
Aan het eind van die Lutmastraat richting Amsteldijk staan die woningen er nog steeds. Ook het onderscheid is goed te zien tussen de laagbouw (een bouwlaag met zoldertje 215-261) en hoogbouw (drie etages met zolder 263-269) is nog terug te vinden. De laagbouw werd rijksmonument; de hoogbouw gemeentelijk monument. Door deze manier van bouwen kwam er op de scheidslijn wel een enorme blinde gevel te staan. Opvallend is ook dat de twee bouwblokken geen gemeenschappelijke rooilijn hebben, de laagbouw staat ongeveer een meter dieper het land in dan de hoogbouw, ook hier een deels blinde muur. De stijl werd aangeduid met 19e-eeuwse neorenaissance met banden van natuursteen en een tegeltableau onder de daklijst.
Dit strookje van vier panden werd in 2011 tot gemeentelijk monument verklaard, samen met de vijf aan de overzijde Lutmastraat 258-266, waarvoor precies hetzelfde geldt. De woningen kijken aan de achterzijde uit op een gebouw uit een heel andere tijd en bouwstijl Cinetol (1929) uit de nieuwe zakelijkheid. Ten oosten van de strook staat een gebouw dat er totaal anders uitziet: Lutmastraat 271.